# Метценгерштейн
«Метценгерштейн» (Metzengerstein) — первый опубликованный рассказ американского писателя и поэта Эдгара Аллана По. Впервые был напечатан на страницах журнала Saturday Courier (Филадельфия) в 1832 году.
При жизни Эдгара По переиздавался ещё дважды, в слегка изменённых редакциях, один раз с подзаголовком «История в немецком стиле» (A Tale In Imitation of the German). Для последнего прижизненного издания в сборнике «Гротески и арабески» По убрал подзаголовок. Вероятно, автор считал рассказ одним из лучших своих произведений, так как планировал включить его ещё в два сборника, выход которых, по разным причинам, не состоялся.
Литературоведы отмечают на примере рассказа «Метценгерштейн» как влияние немецкой литературы на творчество Эдгара По, так и вклад самого писателя в развитие жанра готики. Некоторые исследователи видят в сюжете рассказа рефлексию автора по своим детским переживаниям.

## Сюжет
Действие происходит в Венгрии. Это история молодого аристократа, барона Фридриха Метценгерштейна, наследника и последнего представителя рода, издавна враждовавшего с семейством Берлифитцингов. Молва подозревает Фридриха в поджоге конюшен Берлифитцингов, в результате которого погиб патриарх этого аристократического рода, старый Берлифитцинг — страстный любитель лошадей. Конюхи Фридриха приводят хозяину огненно-рыжего коня, якобы спасшегося из огня и имеющего клеймо Берлифитцингов. Но соседские слуги уверяют, что у покойного Берлифитцинга такой лошади не было. Конь отличается диким и буйным нравом, но Фридрих сразу чувствует к нему некую иррациональную привязанность и забирает себе.
С этих пор характер молодого аристократа меняется. Он становится нелюдимым, пренебрегает приглашениями на приёмы в общество, предпочитая посвящать свободное время своему новому коню. В любое время дня и ночи, в любую погоду соседям приходится видеть Метценгерштейна, скачущего на рыжем безымянном коне во весь опор.
Однажды ночью Фридрих вскочил на коня и умчался в лес. Вскоре после этого в его поместье начался пожар. Когда усадьба уже была вся объята пламенем, Фридрих вернулся. Его нёс огненно-рыжий конь, не управляемый седоком. Через мгновение бушующее пламя поглотило коня вместе с Фридрихом Метценгерштейном.

## Анализ

### Иносказательность сюжета
В тексте об этом напрямую не сказано, но автор предельно ясно даёт понять, что загадочный рыжий конь — это воплощение погибшего в огне Берлифитцинга. Рассказу в качестве эпиграфа предпослана строка из стихотворения Мартина Лютера: «При жизни был для тебя чумой — умирая, буду твоей смертью»; в первом же абзаце По упоминает об учении о переселении душ, бытовавшем в Венгрии. Другие подтверждения — исчезновение изображения огненного коня с гобелена, его загадочное появление в объятой пламенем конюшне Берлифитцингов, клеймо в виде инициалов погибшего главы рода и, наконец, пророчество:

Высокое имя потерпит страшное падение, когда, как всадник над своей лошадью, смертность Метценгерштейна будет торжествовать над бессмертием Берлифитцинга.
Оригинальный текст (англ.)A lofty name shall have a fearful fall when, as the rider over his horse, the mortality of Metzengerstein shall triumph over the immortality of Berlifitzing.
— перевод К. Бальмонта
История аллегорична, она звучит как предупреждение о неизбежности возвращения зла к сотворившему его, хотя сам Эдгар По не предполагал вкладывать в свой рассказ какую-либо мораль .Зло, согласно Эдгару По, порождается человеком, его ненавистью и гордыней.

### Влияние готики
По включил в рассказ многие элементы, традиционные для немецких сказок и легенд. Мрачный древний замок — типичное для готических историй место действия. К чисто готическим мотивам относятся намёки на тайные грехи, тщательно скрываемая страсть, фамильное проклятие, родовая вражда. Влияние готики на европейскую и американскую массовую культуру станет очевидным спустя несколько десятилетий после публикации этого рассказа. Подзаголовок рассказа — «История в немецком стиле» — (A Tale in Imitation of the German), однако специалисты отрицают возможность того, что Эдгар По ставил в нём своей задачей спародировать или высмеять жанр готики, нагромождая его ключевые элементы и подавая их в юмористическом ключе. Остальные три истории, опубликованные По в том же, 1832 году («Герцог де л'Омлет», «На стенах иерусалимских» и «Бон-Бон») сильно отличаются от «Метценгерштейна», гротесково комичны и, по словам автора, полуироничны-полусатиричны. Впрочем, в дебютном рассказе По также чувствуется юмор: загадочное проклятие сбывается в буквальном прочтении и с точностью до наоборот в смысловом. В прижизненных переизданиях рассказа По убирал наиболее эксцентричные, гротескные фрагменты.
Европейские и типично немецкие мотивы придают истории средневековый колорит, хотя время и место действия в рассказе не раскрывается. В описании эмоциональных, на грани патологии, состояний героев реальное переплетено со сверхъестественным в духе Гофмана и Людвига Тика.

### Развитие в последующем творчестве
В «Метценгерштейне» Эдгаром По заложена основа для некоторых более поздних его произведений: «Падение дома Ашеров» (The Fall of the House of Usher, 1839) и других.
Ветхое мрачное здание на отшибе, не обязательно замок, с массивно декорированными комнатами как место развития сюжета постоянно фигурирует в рассказах По. Густые краски в описаниях его интерьеров и подвалов, темы мести и всепобеждающей силы зла также ярко индивидуализируют его творчество.
Герои нескольких последующих работ По тоже сказочно богаты: кроме барона Метценгерштейна, можно вспомнить Родерика Ашера, рассказчика в рассказе «Лигейя» (Ligeia, 1838) и кладоискателя Леграна из новеллы «Золотой жук» (The Gold-Bug, 1843).
Зубы, как символ времени, впервые были упомянуты По именно в «Метценгерштейне». Зубы коня, изображённого на гобелене, «мёртвые и омерзительные» (sepulchral and disgusting). В других новеллах зубы — символ смертности и смерти: обнажающиеся в момент агонии зубы человека, находящегося под гипнозом, в новелле «Правда о том, что случилось с мистером Вальдемаром» (The Facts in the Case of M. Valdemar, 1845), злобный скрежет зубов шута в рассказе «Прыг-Скок» (Hop-Frog, 1849) в момент претворения своей мести, зубы как фетиш некрофила в жуткой истории о Беренике (Berenice, 1835).
Смерть от огня как возмездие настигает героев рассказа «Прыг-Скок».
Несмотря на то, что истории Эдгара По написаны в популярном для своего времени жанре «страшного рассказа», уже первая из них, «Метценгерштейн», показывает, что в центре внимания По не кровь и сцены насилия; с их помощью он обнажает внутренний мир героев, помогает читателю лучше понять причины их поступков.

### Автобиографичность рассказа
Может показаться удивительным, но рассказ «Метценгерштейн» многие исследователи считают автобиографичным. Замок и поместье Метценгерштейнов символизирует Молдавию, дом отчима Эдгара По Джона Аллана. Тогда старый граф — воплощение самого Джона Аллана, а юный Метценгерштейн — это Эдгар По, детство и юность которого тоже прошли в роскоши. Хотя По и жил пасынком, но его приёмные родители ни в чём ему не отказывали и были столь богаты, что Эдгар вполне мог чувствовать себя средневековым принцем. Однако Эдгар, как и его герой Фридрих Метценгерштейн, остро чувствовал своё сиротство, что привело к конфликту с Джоном Алланом. Возможно, сюжет рассказа — неосознанное сведение счетов с отчимом или, наоборот, рефлексия и психологическая самотерапия автора — он убивает «Джона Аллана», несмотря на то, что тот убивает его в ответ. Последняя сцена страшного пожара могла быть навеяна воспоминаниями о пожаре, уничтожившем Ричмондский театр в декабре 1811 года, случившемся через три недели после смерти родной матери Эдгара, актрисы Элизы По, предположительно от туберкулёза. Это событие тоже отражено в рассказе.
В первых нескольких изданиях рассказ включал сюжетную линию о смерти матери героя от чахотки. Молодой барон говорит:

Я счёл бы за счастье разделить её судьбу. Пусть всё, что я люблю, умирает только от этой благословенной болезни.
Оригинальный текст (англ.)It is a path I have prayed to follow. I would wish all I love to perish of that gentle disease.

Жена Эдгара По Виргиния Клемм также умерла от туберкулёза в 1847 году. После этого По пересмотрел своё приветственное романтическое отношение к больной и умирающей женщине.

## Публикации

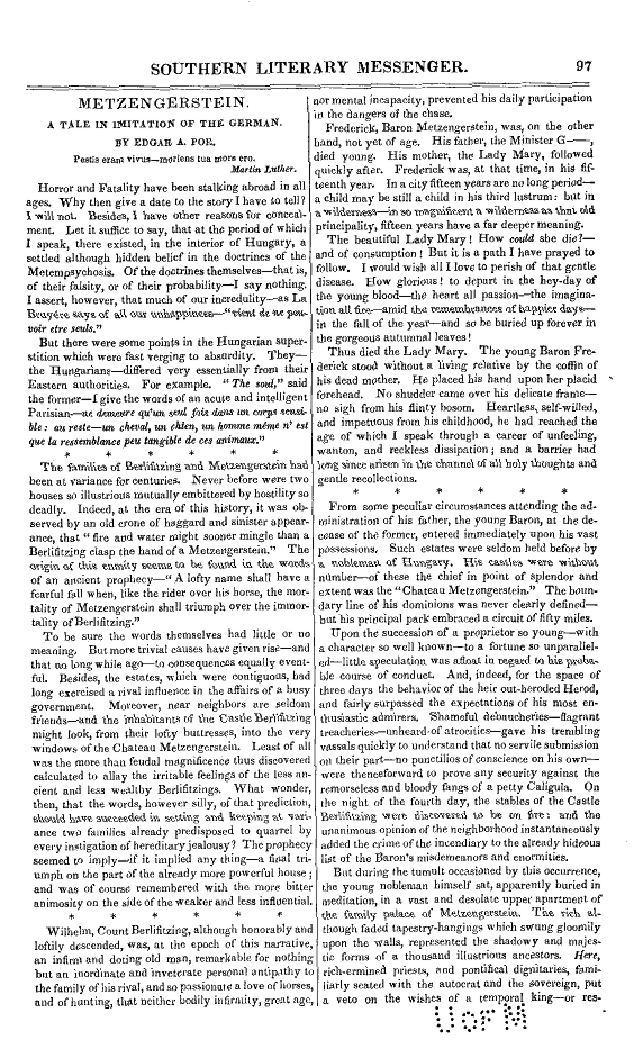
«Метценгерштейн», переиздание в «Southern Literary Messenger» в январе 1836 года

По отправил «Метценгерштейн» в «Saturday Courier», на конкурс рассказов, объявленный редакцией. Хотя конкурс По не выиграл, рассказ был напечатан через несколько месяцев, 14 января 1832, став первой публикацией писателя. Имя автора не было указано, и По ничего не заплатили. Подзаголовок «История в немецком стиле» (A Tale in Imitation of the German) По приписал для переиздания в «Southern Literary Messenger» в январе 1836 года, вероятно, для привлечения внимания читателей, так как немецкая готика была популярна. Работая над сборником «Гротески и арабески» (1840), По снова убрал этот подзаголовок.
«Метценгерштейн» в числе одиннадцати рассказов был отобран По для сборника «Tales of the Folio Club», выход которого был анонсирован, но так и не состоялся. Такая же судьба постигла сборник «Phantasy Pieces», в который По тоже включил рассказ (под названием «The Horse-Shade») и который также не был напечатан.

## Критика
Германизм «Метценгерштейна» и других рассказов из сборника «Гротески и арабески» был отмечен Джозефом Си Нилом (Joseph C. Neal) в Pennsylvanian 6 декабря 1839 года:

Эти гротески и арабески столь разнообразны, невероятно изящны и причудливы и вновь отмечены глубоким и болезненным интересом к немецкой школе.
Оригинальный текст (англ.)These grotesque and arabesque delineations are full of variety, now irresistibly quaint and droll, and again marked with all the deep and painful interest of the German school.

Редьярд Киплинг, большой поклонник таланта Эдгара По, однажды написал: «Мой персональный долг По огромен». «Метценгерштейн» вдохновил Киплинга на написание новеллы «Рикша-призрак» (The Phantom Rickshaw, 1885), в которой убийце мстит лошадь его жертвы.

## Экранизации
Рассказ экранизировался мало. Единственная заслуживающая упоминания кинопостановка — новелла Metzengerstein Роже Вадима из альманаха экранизаций произведений По «Три шага в бреду» (Histoires extraordinaires, 1968). Новелла открывает альманах, состоящий из трёх эпизодов. Действие развивается согласно сюжету рассказа, но герои и их мотивация совсем другие. Молодая, своенравная и жестокая баронесса Фредерика Метценгерштейн мстит своему соседу, молодому барону Вильгельму Берлифитцингу за отвергнутую любовь. Она устраивает пожар в его конюшнях, Вильгельм гибнет в огне. Появляется загадочный чёрный конь, якобы из конюшен Вильгельма. Фредерика проводит с ним всё свободное время, но осознавая, что совершила непоправимое, сама направляет коня в огонь и гибнет, соединившись таким образом с Вильгельмом. Примечательно, что главные роли исполнили брат и сестра — Питер и Джейн Фонда.